# Gong (banda andaluza)
Gong fue una banda de blues-rock y rock underground creada en Sevilla (España) en el año 1967 y desaparecida a comienzos de 1971.

## Carrera
Junto con el grupo Nuevos Tiempos, fueron quienes encendieron definitivamente la mecha del rock andaluz. Su música se incardinaba dentro de la gran eclosión hippie de la época, mezclando soul, blues, Rolling Stones y Traffic. Fueron de los primeros grupos españoles en hacer música con distorsión a gran volumen, y con una imagen moralmente dudosa.
Inicialmente, la banda estaba compuesta por Mané (guitarras), Ricki (órgano y piano), José Mª Ruiz (bajo) y Pepe Saavedra (batería).  En 1968, Silvio Fernández, sustituyó a José Mª Ruiz en el bajo, convirtiéndose en el cantante principal de la banda, aunque acabó yéndose a Smash. Más tarde, por influencia del jazz rock de grupos como Blood, Sweat & Tears (o Los Canarios, a nivel nacional), incorporaron una sección de metales, integrada por José Luis (trompeta) y Pepe Sánchez (saxo), a la vez que Luis Cobo "El Manglis" (más tarde fundador de Guadalquivir) sustituía a Mané, y Manuel Marinelli (después miembro de Alameda), hacía lo propio con Ricki. Su última formación, incluyó a Manolo Rosa, en el bajo, y a Tele Palacios (futuro Triana), en la batería.
Su obra grabada no es muy abundante, dada la escasa infraestructura discográfica española de la época, pero sí muy influyente: Grabaron un LP completo, que nunca llegó a ser publicado y editaron dos singles para el sello Polydor, ambos comercializados en 1971: "A Leadbelly (Keep Your Hands off Her) / There's a Man Going Round" y "El botellón / That's Right".
En el primero de ellos, el rhythm & blues inicial (de Leadbelly) deja paso, súbitamente, a palmas y guitarras flamencas, y cante por tangos (en la cara A) o por bulerías (cara B). El segundo de los sencillos era muy inferior, en aires casi de rumba-pop. También, participaron en el LP Música progresiva española, del sello catalán, Als 4 Vents, en el que se incluía su tema Love Me Baby.

## Discografía oficial
- "A Leadbelly (Keep Your Hands off Her) / There's a Man Going Round" (single, 1971)
- "El botellón / That's Right" (single, 1971)